# Cheryl-Ann Phillips
Cheryl-Ann Phillips (* 7. Oktober 1970) ist eine ehemalige jamaikanische Sprinterin.
1991 siegte sie bei den Leichtathletik-Zentralamerika- und Karibikmeisterschaften über 100 m und bei den Panamerikanischen Spielen in Havanna in der 4-mal-100-Meter-Staffel. Bei den Zentralamerika- und Karibikmeisterschaften 1993 gewann sie Silber über 100 m.
Ihre Bestzeit über 100 m von 11,37 s stellte sie 1992 auf.